# Louis Claude Noisette

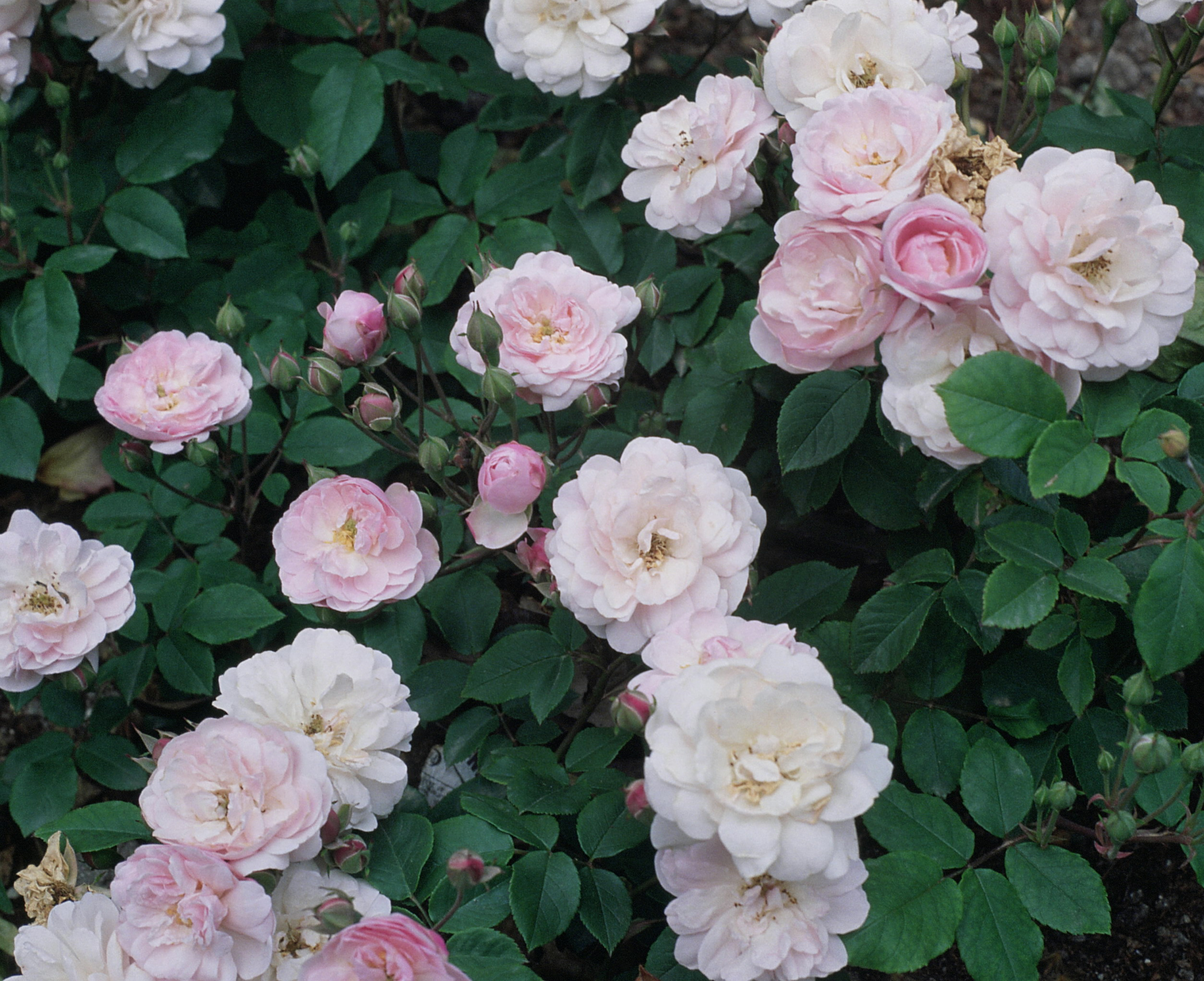
'Blush Noisette'

Louis Claude Noisette (* 2. November 1772 in Chatillon bei Paris; † 9. Januar 1849) war ein französischer Botaniker und Rosenzüchter, der die Kategorie der Noisette-Rosen begründete, zu der die Sorte 'Blush Noisette' gehört.
Louis Claude Noisette wuchs als Sohn eines seinerzeit renommierten Gartenarchitekten auf, der in den Diensten des Grafen von Provence, des künftigen Ludwig XVIII. die Aufsicht über dessen Domäne von Brunoy führte. Schon früh unterwies sein Vater ihn und seine Brüder in der Kunst des Gartenbaus.
Nachdem er zwischen 1793 und 1795 beim Militär gedient hatte, leitete er ab 1795 in Paris die Botanikschule des in der Revolution entweihten und zum Militärkrankenhaus umfunktionierten Val-de-Grâce-Klosters in der rue du Faubourg Saint-Jacques. Dort schloss er Bekanntschaft mit seinem Beschützer und späteren Freund, dem Chef-Chirurgen Barbier. Dieser wünschte, um den Kranken Bewegung zu verschaffen und ihre Genesung zu beschleunigen, eine Grünfläche zu schaffen und ließ zu diesem Zweck die Botanikschule schließen, so dass Louis-Claude Noisettes Aufgaben sich nur noch auf die Gewächshäuser, ein angrenzendes Grundstück und die Pflege des Gartens eines Kolleges (heute Collège Henri IV.) beschränkten. Gegen Ende des 18. Jahrhunderts hob das Val-de-Grâce die Stelle des Gärtners ganz auf, um das Gelände und die Gewächshäuser zu verpachten. Noisette unterzeichnete den Vertrag, machte sich erfolgreich selbständig und konnte im Jahr 1806 das Gelände im Faubourg Saint-Jacques kaufen.
Dort züchtete er nahezu alle bemerkenswerten Pflanzen, derer er in den Zeiten der Seesperre habhaft werden konnte. Dorthin kamen auch Mitglieder der Familie Esterházy, um die Bäume für die Bepflanzung ihrer weitläufigen Besitztümer auszuwählen.